# Венгерско-датские отношения
Венгерско-датские отношения — двухсторонние дипломатические отношения между Венгрией и Королевством Дания. У Дании есть посольство в Будапеште. Венгрии есть посольство в Копенгагене. Дипломатические отношения были установлены 10 мая 1948 года. Обе страны являются полноправными членами Совета Европы, Европейского союза и НАТО.

## История
Во время Второй мировой войны Венгрия отправила 12 000 солдат в Данию через Германию. В 1948 году между обеими странами было подписано платежное соглашение. После венгерской революции 1956 года 1400 венгров бежали в Данию. 20 октября 1969 года Дания и Венгрия подписали соглашение об экономическом, промышленном и техническом сотрудничестве. Соглашение о компенсации за интересы Дании в Венгрии было подписано 18 июня 1965 года.

## Сотрудничество и инвестиции
Дания в рамках двустороннего сотрудничества помогает Венгрии в сельском хозяйстве, образовании и здравоохранении. Coloplast, Lego и A. P. Moller-Maersk Group являются одними из датских инвесторов в Венгрии.

## Визиты на высоком уровне
В 1987 году Маргрете II Датская посетила Венгрию. Бывший премьер-министр Венгрии Ференц Дюрчань посетил Данию 12 июня 2007 года.